# Sebastes atrovirens
Espèce
Sebastes atrovirens est une espèce de poissons de la famille des Scorpaenidae.